# 圣费利克斯德洛德
圣费利克斯德洛德（法語：Saint-Félix-de-Lodez）是法国埃罗省的一个市镇，属于洛代沃区。该市镇总面积4.38平方公里，2009年时的人口为1128人。

## 人口
圣费利克斯德洛德人口变化图示